# ホルヘ・エチェベリア
ホルヘ・エリセール・エチェベリア・モンティルバ（Jorge Eliézer Echeverría Montilva 2000年2月13日 - ）は、ベネズエラ・タチラ州サン・クリストバル出身のプロサッカー選手。ベネズエラ・プリメーラ・ディビシオンのカラカスFCに所属している。ポジションはMF。

## 来歴
2016年8月14日に、国内リーグのモナガスSC戦で、後半42分からの途中出場で、16歳でプロデビュー。翌2017年シーズンは1試合に出場。2018年シーズンは主力選手に定着している。

## 代表歴
2017年にチリで開催された、2017 FIFA U-17ワールドカップ出場権を賭けた南米U-17選手権に、U-17のベネズエラ代表に選出。チームはグループリーグBのアルゼンチン戦に勝利するなど、決勝リーグに進出。決勝リーグのエクアドル戦で代表戦初ゴールを記録するなど活躍したが、チームは5位に終わり、本大会出場はならず。同年11月にはU-20代表にも選出された。